# Áuryn
El Áuryn, también llamado El Esplendor o El Pentáculo, es un talismán fantástico que aparece en el libro La historia interminable (La historia sin fin en Latinoamérica) de Michael Ende. Expresa una esencia filosófica bastante compleja. Así puede ser un símbolo de la Emperatriz Infantil, una joya, un cumplidor de deseos o un espacio geográfico.
Su aspecto (en la mayor parte del libro) es el de un medallón con dos serpientes esculpidas en relieve, una clara y otra oscura que se muerden mutuamente las colas y con la frase "Haz lo que quieras" en su reverso.

## Áuryn
Las dos serpientes mordiéndose por las colas y entrelazadas representan la relación que hay entre el mundo "real" de los humanos y el mundo de Fantasia, mientras ambas serpientes muerdan sus colas tanto el mundo real como el de Fantasia se mantendrán en pie, si llegaran a soltarse sobrevendría el fin de ambos mundos, en la novela se relata que el mundo de Fantasia estaba sucumbiendo a la indiferencia de los humanos y gracias a los sueños e imaginación de Bastián Baltasar Bux pudo restablecerse el equilibrio, la nada era el efecto en Fantasia de la muerte de los sueños humanos, y en el mundo real las crisis, conflictos, guerras y demás males del mundo son el reflejo del abandono al mundo de Fantasía, por lo que se sugiere que la esperanza de nuestro mundo es volver a volcarse a los sueños y retomar las esperanzas por muy fantasiosas que sean para poder curar las almas. A la vez, se observa que los humanos tienen un personaje en Fantasia que representa su otro yo, lo cual remite nuevamente a la simbiosis de los dos mundos.

### Joya
Tiene el aspecto de una joya, pero al ser representante de la Emperatriz, los habitantes de Fantasía lo respetan al punto de no pronunciar su nombre, sino que le llaman eufemísticamente "la alhaja". El hecho de evitar el nombre recuerda la tradición judeocristiana, donde la Divinidad no lleva nombre ("Yo soy el que soy", Ex 3,13-14). Por otro lado, el ser humano recién creado nombra los objetos animados e inanimados como forma de simbolizar su dominio sobre ellas (Gn.2.19).

### Objeto Mágico
El Áuryn brinda a su portador protección absoluta, ya que ningún ser de Fantasia se atrevería a atacarle. Cuando lo lleva un ser humano el Áuryn cumple sus deseos hasta llegar a su verdadera voluntad, sin embargo, existe el riesgo de que olvide al mundo real por completo y entonces no pueda volver. El lugar donde residen estas personas que ya no pueden volver al mundo real es La Ciudad de los Antiguos Emperadores.

### Lugar
A diferencia de otras facetas del Áuryn en el que siempre es un objeto, al final del libro se refieren a este como un lugar, al llegar Atreyu y Bastian (o Sebastián) a éste a través del Áuryn/objeto.
El Áuryn como lugar físico es un portal formado por dos serpientes gigantes, una clara y otra oscura, que se muerden mutuamente la cola, las cuales se sostienen y controlan para mantener el orden del universo. En medio del Áuryn como portal y las serpientes, se encuentra la Fuente donde brotan las Aguas de la Vida que hablan en una lengua de la suerte que sólo entiende Fújur, el Dragón de la suerte. Este portal es la conexión entre Fantasia y nuestro mundo.